# Guerra fratricida sajona

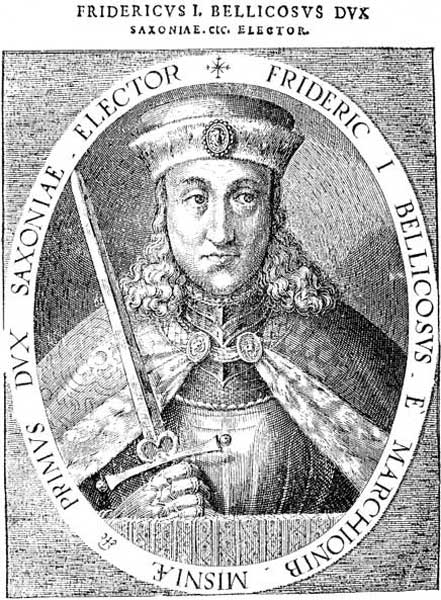
Federico I, elector de Sajonia, padre de los dos hermanos contendientes por su herencia

La guerra fratricida sajona (en alemán: Sächsischer Bruderkrieg) fue una guerra librada desde 1446 hasta 1451 entre los hermanos Federico II, elector de Sajonia, y el duque Guillermo III de Turingia por el gobierno de territorios pertenecientes a la Casa de Wettin. Después de una disputa sobre la división de ciertas tierras familiares entre Federico II y Guillermo III, la división de Altenburgo llevó finalmente a crecientes tensiones entre los dos hermanos y a la incapacidad de ponerse de acuerdo sobre quién gobernaba qué áreas. Después de varios intentos fallidos de reconciliación, la guerra estalló y duró cinco años. La guerra fue destructiva y no tuvo un ganador claro antes de que terminara con un tratado de paz en Naumburgo. Después de la guerra y las divisiones subsiguientes, los sajones perdieron gran parte de su antiguo poder e influencia dentro de los diferentes estados y familias alemanas.

## Contexto
La Casa de Wettin y su línea de príncipes sajones había logrado una gran cantidad de tierras con los años, principalmente a través de herencias, incluyendo el landgraviato de Turingia, el margraviato de Meissen, el ducado de Sajonia y el electorado de Sajonia. Federico I era margrave de Meissen y elector de Sajonia y gobernaba todas las tierras excepto las de Turingia. El primo de Federico I, Federico de Turingia, era el landgrave de Turingia y gobernaba esas tierras. Cuando Federico I murió en 1428, sus cuatro hijos Federico II, Segismundo, Enrique y Guillermo III heredaron sus tierras conjuntamente.  Enrique falleció en 1435, y en 1440, Segismundo se convirtió en obispo de Wurzburgo y renunció a sus pretensiones sobre las tierras. Federico, que era el mayor de los dos hijos restantes, tenía ahora por derecho propio el Electorado de Sajonia y algunas tierras alrededor de Wittenberg, mientras que el resto las gobernaba junto con Guillermo. Esto continuó sin graves incidentes durante doce años hasta que, en 1440, Federico de Turingia murió sin hijos, y los dos hermanos heredaron extensas tierras dentro de Turingia, así como el título de landgrave de Turingia.
La división de esta nueva tierra en Turingia no se pudo acordar, y el 16 de julio de 1445 los dos hermanos trataron de dividir la tierra entre ellos en la División de Altenburgo. Cuando Federico II eligió la parte occidental y no el Margraviato de Meissen el 26 de septiembre de 1445 en Leipzig, Guillermo rechazó la división. El 11 de diciembre del mismo año intentaron reconciliarse en el monasterio de Neuwerk en Halle (Saale) en lo que se conocía como el Hallescher Machtspruch (el Poder del Dictum de Halle). El arzobispo de Magdeburgo, Federico III de Beichlingen, el margrave Federico II de Brandeburgo y el landgrave Ludwig II de Hesse participaron activamente como jueces, pero los dos hermanos no lograron una solución pacífica.

## Guerra
La guerra estalló por primera vez entre Federico II y Guillermo III en 1446, cuando no pudieron resolver su disputa. Federico se mostró más fuerte y Guillermo trajo fuerzas de Bohemia, inclusive husitas. Las tropas de Federico estaban al mando de comandantes como Kunz von Kaufungen, un capitán de la torre de Kaufungen, ubicada cerca de la actual Limbach-Oberfrohna. Las fuerzas de Federico bajo el mando de Kunz obtuvieron una victoria en Gera y ocuparon la pequeña ciudad; en contrapartida, las tropas de Guillermo y los aliados de Bohemia causaron una gran cantidad de daños en localidades dentro de Kaufungen. El propio Kunz vio destruida gran parte de su propiedad y fue capturado por los bohemios. Finalmente, pagó la suma de 4.000 florínes de oro por su libertad, cantidad muy poco habitual para la época. Ningún bando consiguió obtener una clara ventaja durante la guerra y la lucha resultó ser un período prolongado de confusión ruinosa para la región. La guerra duró cinco años y finalizó el 27 de enero de 1451 cuando se alcanzó la paz en Naumburgo.  Esta paz no pudo restablecer un gobierno conjunto, pero permitió que las dos partes aceptaran una división pacífica de las tierras.

## Consecuencias
Después de la guerra, Kunz von Kaufungen esperaba que Federico II le reembolsase las pérdidas masivas de su propiedad durante el conflicto. Federico, que también había tenido sus propias pérdidas, siguió las cláusulas de su contrato con Kunz y ni siquiera pagó el rescate que Kunz había pagado a los bohemios. Federico declaró que Kunz era solo su soldado contratado, y que no estaba obligado a protegerlo ni a pagarle las pérdidas. Federico finalmente acordó traer árbitros para arreglar el caso, pero Kunz abandonó el arbitraje antes de escuchar el veredicto cuando se dio cuenta de que no alcanzaría sus expectativas.  Kunz continuó quejándose e insultando a Federico hasta que Federico lo desterró de sus tierras. Kunz se fue a Bohemia y vivió en el castillo de Isenburg. Kunz finalmente secuestró a los dos hijos de Federico, Ernesto  y Alberto, del castillo de Altenburg en lo que se llamó el Prinzenraub ('el robo de los príncipes'). El príncipe Alberto fue encontrado esa misma noche cuando fue capturado Kunz, mientras que el príncipe Ernesto fue liberado cuatro días después cuando los aliados de Kunz lo liberaron para que lo perdonaran. El 14 de julio de 1455, Kunz von Kaufungen fue decapitado por orden de Federico en Freiberg.
Las tierras disputadas durante la guerra volvieron a ser gobernadas pacíficamente, aunque esta vez por separado en lugar de conjuntamente. Por último, murió Federico II y sus dos hijos, Ernesto y Alberto, heredaron sus tierras conjuntamente en 1464. Cuando Guillermo III falleció en 1482, sin hijos, ellos heredaron sus tierras y las dividieron entre sí por el Tratado de Leipzig en 1485. La división de esas tierras y la guerra fratricida llevaron a los sajones a perder una gran cantidad de influencia dentro de los diferentes estados alemanes y ya fue una más de las casas alemanas más poderosas.